# 单于
單（上古漢語擬音：*dar ɦʷa），曾作善于，是匈奴族對他們部落联盟首领的專稱，意為廣大之貌。单于始創於匈奴著名的冒頓单于的父親頭曼单于，之後這個稱號一直繼承下去，直到匈奴滅亡為止。而東漢三國之際，有烏丸、鮮卑的部落使用「單于」這個稱號。至兩晉十六國，皆改稱為大單于的稱號，但地位已不如以前。

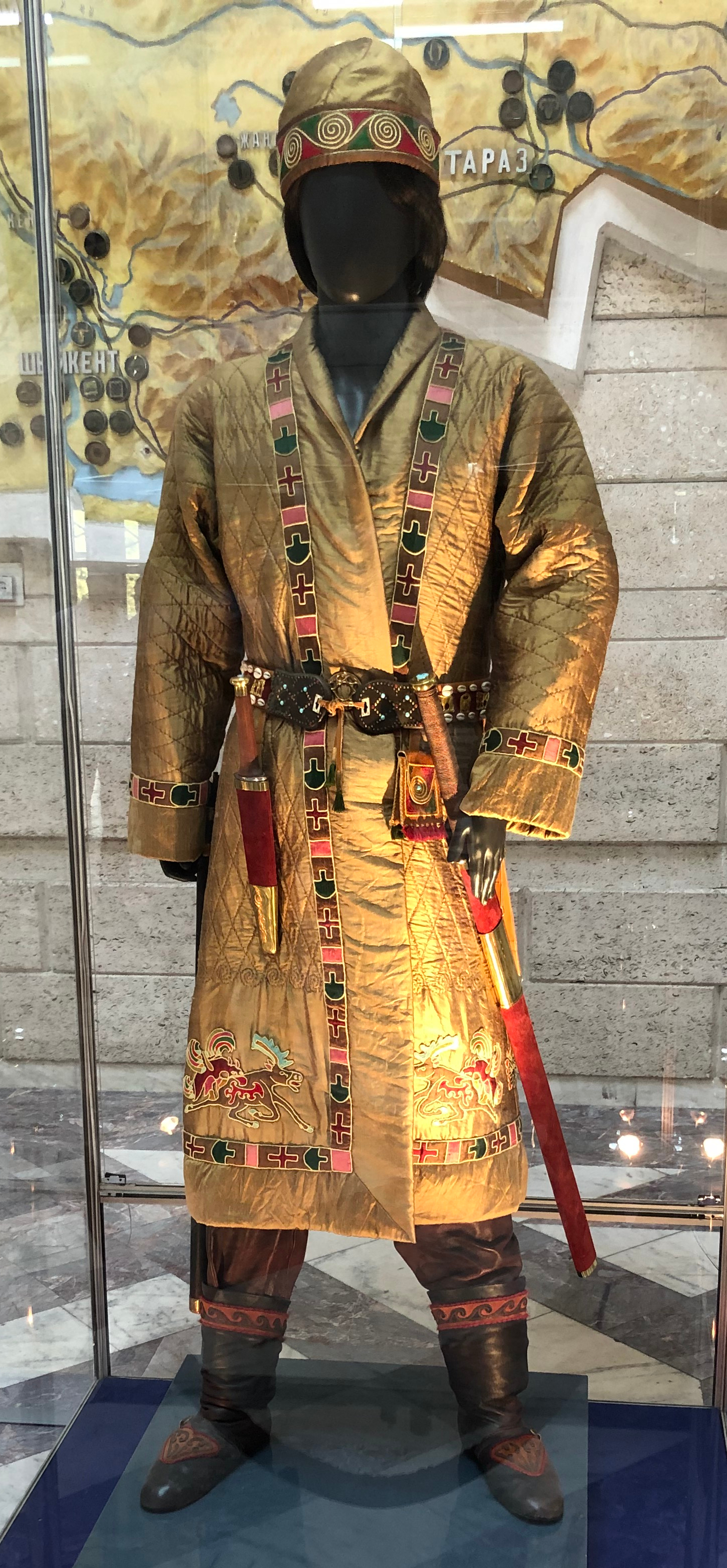
哈萨克斯坦考古学家亚历山大·尼古拉耶维奇·波杜什金复原的匈奴单于服饰，时间推测为公元前2世纪至公元1世纪。哈萨克斯坦中央国家博物馆

至中世紀時，這個稱號被可汗取代。而單于一词之后被转译为達干、達官、答刺罕、答兒罕、達兒罕、打兒漢等。

## 詞源
“單于”，据《史记·匈奴列传》，其称号全稱為撐犁孤塗單于（上古漢語：[*treng-ri kwa-la dar-ɢwā]），之後被簡化為「單于」。“撐犁”意为“天”，与蒙古语“Tengri（天）”同源。“孤塗”意为“子”，“单于”意为“广大”，本義有天子、「大天子」的意思。根据Alexander Vovin用叶尼塞语系的解释，“单于”可释义为“北方之主”。
《廣韻》中記載，單分别有“都寒切”（中古汉语拟音：/tɑn/，现代汉语：dān）、“市连切”（中古汉语拟音：/d͡ʑiɛn/，现代汉语：chán）、“常演切”（中古汉语拟音：/d͡ʑiɛnX/，现代汉语：shàn）和“时战切”（中古汉语拟音：/d͡ʑiɛnH/，现代汉语：shàn）。
至漢文帝時，匈奴單于又稱大單于。

## 單于繼位制度
匈奴单于的继承制度，大体可分为二种情况，父死子继、兄终弟及和远亲袭位。单于的传位可分三段时期，公元前209年至前127年，冒顿、老上、军臣三单于持续了三代的父死子继；公元前127年至公元前31年，开始以父子相继和兄终弟及二种形式的交替出现，其中呴犁湖和握衍朐提二单于为远亲袭位；公元前20年至公元46年，由于呼韩邪单于“约令传国与弟”，规定了兄终弟及的方式，命其子死后传位给弟，搜谐若鞮、车牙若鞮、乌珠留若鞮、乌累若鞮、呼都而尸道皋若鞮五单于持续了五代的兄终弟及，一直延续到匈奴分裂前的第二年。

## 各族单于列表

### 烏丸单于
- 蹋頓
- 峭王蘇僕延
- 汗魯王烏延
- 樓班

### 鮮卑单于
- 段務目塵

### 大单于
十六国时代的大单于一般是君主没有当天王或皇帝时担任的，他们当皇帝後，就将大单于的位置交给太子担任
- 刘渊
- 刘聪
- 刘乂
- 刘粲
- 刘胤
- 石勒
- 石弘
- 石虎
- 石宣
- 冉胤
- 慕容廆
- 慕容皝
- 慕容儁
- 苻洪
- 苻健
- 苻苌
- 姚弋仲
- 姚襄
- 姚苌
- 慕容宝
- 兰汗
- 乞伏国仁
- 乞伏归
- 冯永
- 赫连勃勃
- 烏紇提
- 慕容樹洛干
- 曹弘

### 单于
- 白亞栗斯，公元415年，率上党胡人饥民起义，自号单于，建元建平。

## 后世
单于演变为后世的達魯噶、達魯花和達干，但作为统治者的正式头衔被可汗取代后不再有应用。

## 参阅
- 阏氏（或）
- 可汗
- 達干